# Obtusipalpis albidalis
Obtusipalpis albidalis là một loài bướm đêm trong họ Crambidae.